# Paraechinus micropus
El erizo de la India (Paraechinus micropus) es una especie de mamífero erinaceomorfo de la familia Erinaceidae. Es una especie de erizo originaria de la India y Pakistán. Se le conoce por  la "máscara" que lleva en la cara, similar a la de los Mapaches boreales. Tiende a vivir en llanuras y en zonas de arbustos de montaña cerca de fuentes de agua. 
El erizo de la India es relativamente pequeño (~ 200-350 gramos, ~ 15 centímetros) y bastante rápido, aunque no tan rápido como el erizo orejudo. También tiene una dieta más variada, ya que se alimenta de ranas, sapos, serpientes y escorpiones. A pesar de que es capaz de excavar madrigueras, es muy poco probable que lo haga. Aunque el erizo de la India no hiberna puede ralentizar su metabolismo cuando la comida escasea.